# Італійська армія (Франція)
Італійська армія (фр. Armée d'Italie) — була польовою армією французької армії, дислокованої на кордоні з Італією і використовувалася для операцій в самій Італії. Хоча вона існувала в тій чи іншій формі в XVI столітті і по теперішній час, вона найбільш відома своєю роллю під час Французьких революційних воєн (в яких вона була однією з перших армією під командуванням Наполеона Бонапарта під час його італійської кампанії) і наполеонівських воєн.

## Реформи Бонапарту
Погано забезпеченої (уніформа і взуття були рідкісні), і тільки отримуючи підкріплення нерегулярно, Італійської армії іноді доводилося грабувати, щоб вижити. Коли приїхав Бонапарт (він прийняв командування 27 березня 1796 роки), недисциплінованість була поширена. Війська співали шуанські пісні, і формувалася рота дофіна. Весь час максимально покращуючи систему постачання, Бонапарт також відновив дисципліну. Він засудив офіцерів, які кричали Vive le roi! ( «Хай живе король!»), Змістивши 13-й гусарський полк за недисциплінованість і розпустив цілий полк, коли він повстав наприкінці березня. Очищена таким чином Італійська армія згодом була найбільш якобінської з усіх французьких армій.
Його перші перемоги поліпшили становище - дозволяючи поліпшити постачання і полегшити проблеми з оплатою за рахунок «військових внесків» з завойованих земель - але мемуари (хоча і не офіційні комюніке) говорять про індивідуальних або колективних невдачах аж до 1797 року

## Резервна армія
Велика частина оригінальної Італійської армії стала Єгипетської армією. 8 березня 1800 (17 вантоза VIII року) в Діжоні була сформована ще одна армія, яка спочатку називалася «Резервна армія», і 23 червня 1800 року (4 месидора VIII року) отримала назву «Італійська армія», коли вона була об'єднана з залишками оригінальної Італійської армії. Першим командувачем нової армії був Массена, потім Бонапарт (в якості першого консула і «Особистого командира») і генерал Бертьє (її «головнокомандувач» з 2 квітня по 23 червня 1800 року) Саме під командуванням Бертьє ця армія перемогла австрійців в битві під Маренго 14 червня 1800 року (25 преріаля VIII року).

## 1805-1814
Італійська армія брала участь у Війні третьої коаліції (1805), в битвах при Вероні і Кальдієро на півночі Італії під командуванням Андре Массена. Під час Війни п'ятої коаліції (1809) Італійською армією командував Ежен Богарне, і він бився з австрійцями в Сачіле, Кальдієро, Пьаве і Раабе. У 1813-1814 Ежен боровся з австрійцями зі своєю армією на півночі Італії. (Битва при Мінчо).